# The Irish Times
The Irish Times è un quotidiano irlandese fondato il 29 marzo 1859.
Il quotidiano vanta firme quali Fintan O'Toole e Miriam Lord. L'ex primo ministro Garret FitzGerald è stato un giornalista di questa testata, firmando articoli in materia di economia. Anche politici come Bill Clinton e Tony Blair hanno pubblicato editoriali su questo quotidiano.

## Storia
Anche se nato con posizioni nazionaliste, dopo un ventennio, con nuovi editori, divenne la voce dell'unionismo irlandese
In epoca contemporanea non è più considerato un giornale unionista ma è generalmente percepito come un quotidiano liberale e progressista, con idee di centro destra in ambito economico.

## Edizione on-line
Dal 1994, il quotidiano offre ai propri lettori anche una versione on-line, rinnovata graficamente nel 2008. Nel sito è anche a disposizione un motore di ricerca per scaricare, a pagamento, copie del quotidiano sin dalla sua fondazione.